# 伊沃·库尔蒂尼
伊沃·库尔蒂尼（1922年6月23日—1990年9月12日），克罗地亚男子水球运动员。他曾代表南斯拉夫国家队参加1948年和1952年夏季奥林匹克运动会水球比赛，获得一枚银牌。